# Wskazówki EASE
Wskazówki EASE ([i:z]) – skrótowa polska nazwa dokumentu pt. EASE Guidelines for Authors and Translators of Scientific Articles to be Published in English, opublikowanego w 2010 roku przez Europejskie Stowarzyszenie Redaktorów Naukowych (European Association of Science Editors, w skrócie EASE). Uaktualnione wersje ukazują się co roku w czerwcu. Dokument ten podsumowuje najważniejsze zalecenia redakcyjne dla naukowców i tłumaczy, aby usprawnić międzynarodową wymianę informacji w naukach przyrodniczych i medycznych oraz zapobiegać oszustwom naukowym. Wskazówki EASE zostały przetłumaczone na wiele języków (m.in. na chiński, francuski, hiszpański, japoński, perski, polski i rosyjski), by ułatwić ich popularyzację na całym świecie oraz pomóc naukowcom, którzy nie pochodzą z krajów anglojęzycznych.

## Historia
Wskazówki EASE są wynikiem długich dyskusji prowadzonych na forum internetowym EASE oraz podczas Konferencji EASE  w Pizie, a następnie konsultacji wewnątrz zarządu EASE (tzw. EASE Council).

## Zawartość
Dokument ten zawiera zbiór krótkich, przydatnych zaleceń, wyjaśniających, jak napisać kompletny, zwięzły i zrozumiały artykuł naukowy. Podkreślają one potrzebę spójnej struktury artykułu (m.in. sformułowania hipotezy badawczej we wstępie i powrotu do niej w tzw. dyskusji), a także znaczenie treściwego abstraktu oraz prostej konstrukcji zdań i unikania niejasności. Uwzględniono także kwestie etyczne, np. kryteria autorstwa, plagiat, zbyteczne publikacje. Aktualna wersja dokumentu zawiera 8 jednostronnych dodatków na wybrane tematy, m.in. kwestionariusz etyczny dla autorów, z przykładami deklaracji etycznych wymaganych przez redakcje czasopism naukowych.
Uzupełnieniem wskazówek jest lista polecanych źródeł (zawierających bardziej szczegółowe informacje) oraz kilka krótkich dodatków (ang. Appendices). W dodatkach omówiono dokładniej wybrane zagadnienia lub zamieszczono więcej przykładów (np. tabela różnic między pisownią brytyjską a amerykańską, lista przykładów upraszczania tekstu, tabela zasad tworzenia nieregularnej liczby mnogiej rzeczowników angielskich pochodzących z łaciny lub greki).

## Perspektywy
Zarząd EASE planuje w przyszłości zwiększyć liczbę dostępnych tłumaczeń oraz dodatków poświęconych wybranym tematom (przygotowywanych głównie przez wolontariuszy). Poza tym, Wskazówki EASE mają być co roku aktualizowane.
Dozwolone jest niekomercyjne drukowanie tego dokumentu, więc można go wykorzystywać jako pomoc dydaktyczną, np. w kursach dla doktorantów o pisaniu artykułów naukowych i o etyce naukowej.